# Rapid 3D Mapping
Rapid 3D Mapping (cartographie rapide en 3D), (en suédois : Snabb 3D- kartläggning), est une technologie de photogrammétrie développée par la société de défense et de sécurité suédoise Saab,.
Le système génère rapidement trois dimensions à partir des cartes et captures d'images du terrain réalisées par aéronef piloté, drone et hélicoptère.
Le Rapid 3D Mapping permet de générer une carte en trois dimensions dans les heures suivant le vol, les résultats dépendent des capteurs existants et disponibles sur l'appareil. La zone de couverture typique d'un avion est de cent kilomètres carrés par heure avec une résolution de 0,1 m au niveau du sol.
En 2010, le système a été choisi par l'Administration suédoise du matériel de défense pour générer des modèles 3D pour le simulateur de l'avion de combat suédois Gripen.